# Джордан (река)
Джордан (на английски: Jordan River) е река в щата Юта, САЩ. Тя тече около 64 км в северна посока като свързва езерото Юта с Голямото солено езеро.
След като се завръща от Калифорния през юни 1827 г. Джедидая Смит пресича реката като отбелязва в дневника си, че е „много затруднен“. Това вероятно се дължи на пролетния разлив на реката, която оикновено през другото време тече спокойно и бавно. Тези пролетни разливи създават затруднения на жителите на района след основаването на Солт Лейк Сити.
Реката е наречена „Западен Джордан“ през 1847 г. от Хебър Кимбъл. Той отбелязал приликата на реката с близкоизточната река със същото име: река, която тече от „сладководно езеро през плодородни долини до мъртво море“. „Запад“ скоро отпада от името на реката.
Още от начало общностите в долините Юта и Солт Лейк изхвърлят в реката отпадъци, което води до силно замърсяване. Това продължава до 1973 г., когато законодателството в Юта започва проекти за подобряване на качеството на водата, нейното опазване, контрол на наводненията и развитието на паркове и развлекателни съоръжения.
От 80-те години насам река Джордан и нейните околности се превръщат в градски оазис, предлагащ разнообразие от развлекателни дейности като Международните градини на мира, пътеки за джогинг и конна езда, риболов, каране на кану, водна пързалка, голф игрища и други атракции.